# タイムギャル
『タイムギャル』（TIME GAL）は、1985年にタイトーが制作・販売した独自筐体仕様の業務用レーザーディスクゲーム。『忍者ハヤテ』（1984年）、『宇宙戦艦ヤマト』（1985年）に続くタイトーのレーザーディスクアニメーションゲーム第3弾。

## 概要
「未来の大悪党ルーダがタイムマシンを強奪して時空の彼方へ逃亡したため、歴史保安警察のエース「タイムギャル」ことレイカが過去から未来を股にかけて追跡する」というSFアニメ風の世界観となっている。
『忍者ハヤテ』からスタッフを引き継ぐ形でゲームデザインは藤原英裕、サウンド・ディレクターは今村善雄が担当した他、アニメーション監督は今沢哲男、キャラクター・デザインはアニメーターの我妻宏が担当している。アニメーション制作は東映動画（現・東映アニメーション）、実制作はスタジオジュニオが担当した。
主人公であるレイカのキャラクター性の濃さとミスリアクション時のコミカルな演出で好評を呼び、日本国内で制作されたレーザーディスクゲーム作品の中でも特に高い知名度を獲得しキャラクター人気も高い作品となった。

## システム
ゲームシステムは『忍者ハヤテ』を基本とし、「A.D.4000」のシューティングシーンのみ『ヤマト』からの流用となっている。本作のシステムの土台となったゲームは、『スペースエース』（1984年）、『ヤマト』の要塞ウルクのステージで、スタッフはこの2つゲームを参考にしながら本作を作ったとしている。専用のアップライト筐体は『ハヤテ』からの改造となっている。
プレイヤーは、4方向レバー（指示方向入力/選択肢の選択）とボタン（攻撃/タイムストップ／選択肢の決定）を使って、レイカを操作する。
降って来る隕石、無差別に攻撃してくる恐竜など、各時代で巻き起こる様々なアクシデントへの対処として、画面上に表示される指示に従って、タイミングよくレバー・またはボタンを操作する。具体的には、特定の個所が光った際に対応するデバイスを入力する。難易度が最低の場合は全ステージで入力指示のアイコン（矢印とボタン）が表示され、難易度レベル2以上に設定されている場合はステージ進行に伴ってランダムでアイコンが「？」表示に変化して隠されるようになる。難易度が最高レベルの場合はアイコンが全編通じて非表示となり、画面内の光を頼りに入力方向を判断しなくてはならない。また、ステージ進行に伴ってボタン入力の受付時間が短くなっていき、難易度が高いほどタイミング合わせもより厳しくなる。他のLDゲームの多くと同様に、シーン毎に必要な操作は固定されている。
また、本作独自のゲーム要素として、追い詰められたレイカが危機を脱するために自分以外の周囲の時間を一時的に停止させるイベント『タイムストップ』が要所要所で発生する。「レイカが身に着けているスーツ胸部のタイマーボールが光った際にボタンを押すと画面が一時停止し次に取るべき行動が選択肢として表示される」というもので、その中から適切なものを制限時間内にレバーとボタンで画面上から選ばなくてはならない(カーソルを合わせただけでは選択が確定しない)。この場合も、選択肢の数と内容及び正解は常に固定である。制限時間は難易度設定によって変動し、難易度が高いほど短くなる。また、レベルダウン設定が筐体側でONになっていた場合は、ゲーム開始２分以内に残機を二つ以上失った場合はボタンの入力の受付猶予が最終ステージを除いて通常時よりも増加する。
入力の正解ごとにスコアが上昇し、一定スコア毎にエクステンドが発生して残機が増加する。入力の失敗、タイムストップイベントでの選択ミス及び制限時間切れにより残機が減り、残機が0になった時点でゲームオーバー。コンティニューは投入クレジット数分のみ可能。各シーンには中間地点が存在(デバイス入力回数が極わずかなシーンを除く)しある程度まで進むとミス後は途中からの再開となるが、コンティニュー後はステージの冒頭からやり直しとなる。
全クリア後は、残機数×5000点＋10000点がクリアボーナスとして加算され、最終的なスコアが算出された上でゲーム終了となる。

## 隠しフィーチャー
- 画面上の指示と違う操作でも正解として受け付けられる、いわゆる「隠し入力」がある。レバー操作指示でもボタン操作が正解となる(もしくはその逆)となる箇所、レバー入力が正解だが入力方向が通常と異なっても正解となる箇所がいくつか存在する。ボタン操作の方がレバー入力よりも配点が高いため、これによってスコアを伸ばすことができる。
- 2人交互プレイの時に1プレイヤーがクリアした後、2プレイヤーがクリアすると、ネームエントリーの背景の画像が通常の物と変わる。
- 全面クリア後にネーム入力を終了するとスタッフロールが流れる。[注釈 4]。
- 0点でゲームオーバーになるとネームエントリー画面に移行(順位は最下位の50位)し、背景がB.C.30000ステージにおける5か所目のミスリアクションの画像に変化する。

## ストーリー
時空間航行技術が確立された31世紀初頭。タイムマシンの完成と同時に時間犯罪を未然に阻止すべく創設された警察機構「歴史保安警察」の施設内部に保管されていた世界唯一のタイムマシンが、30世紀最大の悪党・ルーダに強奪されてしまった。
ルーダ追跡の任に着いた歴史保安警察のエース「タイムギャル」こと歴史保安官レイカは、時間制御機能が組み込まれた時空間航行服「タイムスーツ」の力で時空を超え、行く先々で遭遇する様々なアクシデントを持ち前の能力を駆使して切り抜けながら、タイムマシンを奪還すべく過去から未来へと駆け抜けていく。

## ステージ構成
本作は全16シーンで構成され、その内8シーンはランダムで映像が左右反転しレバー入力の左右が入れ替わる。また、エンディングを迎えるには16シーン全てをクリアする必要があり、最終シーンであるA.D.4001ステージはその他の15シーンをクリアしないと出現しない。
チラシ裏の遊び方説明では、「ゲーム開始時に「紀元前（B.C.1～7000万年）」「中世～現代（A.D.1～2000年）」「未来（A.D.2001年～4000年）」の3つの年代の中から好きな年代を任意に選ぶセレクトシーンが存在する」と解説されているが、アーケード版実機では割愛されており、一部の移植版でのみ設定可能となっている。
なお、プレイステーション版及びセガサターン版では各ステージにサブタイトルが追加されており、DIPモードでサブタイトル表示をONにした場合に限り、各ステージ開始前にサブタイトル画面が表示される。
シーン一覧
- B.C.70,000,000 -PERIOD 01：恐竜退治はレイカにおまかせ♡（左右反転）
- B.C.65,000,000 -PERIOD 02:ここは白亜紀恐竜天国
- B.C.30,000 -PERIOD 03：原始人は美少女がお好き（左右反転）
- B.C.16,000 -PERIOD 04：突撃!ロデオ・D・E・マンモスちゃん
- B.C.44 -PERIOD 05：美女と野獣と剣闘士
- A.D.500 -PERIOD 06：地底トロッコGO!GO!GO!（左右反転）
- A.D.666 -PERIOD 07：666は死霊の番号
- A.D.1588 -PERIOD 08：海の男は女難に注意
- A.D.1941 -PERIOD 09：太平洋戦線異常あり（左右反転）
- A.D.1990 -PERIOD 10：戦場は危険がいっぱい（左右反転[注釈 9]）
- A.D.2001 -PERIOD 11：2001年未来の暴走族
- A.D.2010 -PERIOD 12：星の降る街…隕石大落下?!（左右反転）
- A.D.3001 -PERIOD 13：悪党機神ザイオの脅威（左右反転）
- A.D.3999 -PERIOD 14：エイリアンに御用心
- A.D.4000 -PERIOD 15：目指せ!宇宙のTOPGUN（左右反転）
- A.D.4001 -PERIOD 16：時空の彼方より愛を込めて♡（最終ステージ）

## 登場キャラクター
レイカ（LAYKA）
声 - 山本百合子
本作の主人公。歴史保安警察所属の歴史保安官で、タイムマシン開発者サーモン博士の愛娘。
幼少時より研究中のタイムマシンの被験者としてタイムトラベルを繰り返していたことから「タイムギャル」の愛称で呼ばれており、タイムトラベルの経験の深さを買われてタイムマシン強奪犯追跡の任に就くこととなった。病床の父が命と引き換えに作り上げた第2の超小型タイムマシン「タイムスーツ」によるタイムジャンプ能力とタイムストップ能力を使いこなし、タイムマシンを強奪して時空の彼方へ逃げた悪党ルーダを追う。
レーザーディスクの登場キャラクターの声は基本的に掛け声や悲鳴などの簡素なボイスが当てられるのみであるが、本作ではミスシーン含むアニメ全編に渡って大量のセリフが用意されており、その大半は担当声優によるアドリブで構成されている。
ルーダ（RUUDA）
声 - 不明
タイムマシンを強奪した30世紀最大の悪党。
レイカの追跡に気づいて歴史のゆく先々に罠を仕掛けており、ラストシーンでレイカを待ち受けている。
プレイヤーが操作ミスしてレイカが災難に見舞われる度に高笑いして嘲り笑う。

## 他機種版
| No. | タイトル                                                | 発売日                | 対応機種        | 開発元                     | 発売元                     | メディア                                     | 型式                                                                                          | 備考                    |
| --- | ------------------------------------------------------- | --------------------- | --------------- | -------------------------- | -------------------------- | -------------------------------------------- | --------------------------------------------------------------------------------------------- | ----------------------- |
| 1   | タイムギャル                                            | 1986年                | MSX X1          | タイトー                   | 日本ビクター               | VHDpc INTER ACTION                           | MSX: MVIA-102（VHD） VIAM-102（カセットテープ） X1 XVIA-102（VHD） VIAX-102（カセットテープ） |                         |
| 2   | タイムギャル                                            | 1992年11月13日 1993年 | メガCD          | ウルフ・チーム             | ウルフ・チーム RENO セガ   | CD-ROM                                       | T-32114 T-6214 4417                                                                           |                         |
| 3   | タイムギャル                                            | 1994年                | Macintosh       | ハイテックラボジャパン     | タイトー                   | CD-ROM                                       | -                                                                                             |                         |
| 4   | タイムギャル                                            | 1995年3月25日         | メガLD          | ハイテックラボジャパン     | タイトー パイオニア        | LD-ROM                                       | PEASJ5039                                                                                     |                         |
| 5   | タイムギャル＆忍者ハヤテ                                | 1996年7月5日          | PlayStation     | タイトー                   | タイトー                   | CD-ROM                                       | SLPS-00383～4                                                                                 |                         |
| 6   | タイムギャル＆忍者ハヤテ                                | 1997年1月17日         | セガサターン    | エグゼコ・デベロップメント | エグゼコ・デベロップメント | CD-ROM                                       | T-20702G                                                                                      |                         |
| 7   | タイムギャル                                            | 2017年4月5日          | iOS/Android     | -                          | タイトー                   | ダウンロード                                 | -                                                                                             |                         |
| 8   | タイムギャル HDリマスター タイトー LDゲームコレクション | 2023年12月14日        | Nintendo Switch | タイトー                   | タイトー                   | Nintendo Switch専用ゲームカード ダウンロード | -                                                                                             |                         |
| 8   | タイムギャル HDリマスター                               | INT 2025年4月10日     | Windows         | タイトー                   | タイトー                   | ダウンロード （Steam）                       | 3050490                                                                                       | Nintendo Switch版の移植 |

メガCD版
- 欧米でも発売された[9]。オプションで残機や難易度の設定が可能。また、ステージセレクトの裏技や、ハードレベルでのノーコンテニュークリア時のエンディング後に条件を満たすことでレイカの隠しビジュアルが出現する。

PlayStation版／セガサターン版
- 『忍者ハヤテ』とのカップリング移植。ディスク2枚組で1枚ずつにそれぞれのゲームが収録されている。
- 基板内部の設定変更機能を再現した「DIPモード」が搭載されており、残機数、ステージ進行順、キャラクター名表示の有無、文字フォントの種類及び英字・日本語の切り替え、コンテニューの有無や追加BGMなどを個別に設定できる。また、ゲーム映像を自由に鑑賞できる鑑賞モード、サウンドテストモード、残機無制限プレイが裏技として仕込まれている。

プレイステーション版の翌年に発売されたセガサターン版もそちらと同内容になっている。
スマートフォン版
- 過去に発売したソフトをスマートフォン向けに移植するタイトークラシックス（TAITO CLASSICS）の第一弾配信タイトルとして、本作のiOS/Android向け移植版が2017年4月5日に有料で配信された[11]。
- クレジット制が廃止されて無制限でコンテニューできるようになり、コンテニュー時の制限時間も廃止された。また、機種の都合で完全な1人用ゲームとなっているため、2人交互プレイ時のネーム入力画面におけるギミックは再現されていない。
- プレイステーション版・セガサターン版と同様にオプション機能が搭載[注釈 13]されており、難易度、残機数、レベルダウン設定、タイムストップイベント時の選択肢の文字表記（新たに漢字仮名交じり表記も追加された）を個別に設定可能[12]。
- スマートフォン版独自の機能として、一度見たシーンを閲覧することができる「シアターモード」、クリア済みのステージを自由に選択して練習できるトレーニングモードが搭載されている[11]ほか、仮想コントローラとアニメーションの表示の優先度を切り替えることもできる[12]。
- 本編以外の追加コンテンツとして、次に入力すべきデバイスを事前に告知する「ナビゲーション機能」と、ゲーム開発当時の企画書や設定画を閲覧できる設定資料集が有料配信されている。

Nintendo Switch版
- HDリマスターの上で『忍者ハヤテ』、『宇宙戦艦ヤマト』と共に同時収録[13]した「タイトーLDゲームコレクション」としてパッケージ単体及び特装版ボックスが販売された。また、ダウンロード専売ソフトとしてソフト単体が同日に配信された[14]。
- 内容そのものは上記スマートフォン版の移植となっている。[15]。
- 特装版にはゲーム内映像を収録したBlu-ray Disc、サウンドモードアプリ、収録作品の各種資料を収録した公式資料集、復刻版ポスター2種、レイカの等身大スタンディのミニサイズ復刻版、『タイムギャル』のその後を描くゲーム『タイムギャル リバース』のシリアルコードが付属[16]

## 開発
本ゲームはレーザーディスクに記録されたアニメーション映像を再生することによりゲーム映像を提示する。アニメーション映像の制作は東映動画が担当した。
加えてスコアや選択肢などの情報はラスターグラフィックスとして、アニメーション映像に被せる形でブラウン管に表示される。音声はモノラルである。
『忍者ハヤテ』『宇宙戦艦ヤマト』と同様にLDメディアへのプレスは音響・映像機器メーカーのパイオニアが行い、業務用紙ジャケット入りで再生専用機にスクリューで固定可能な片面アルミ打ちで、LDメディアの部品価格は当時3万円だった。
初期設置時のプレイ料金設定が200円と高額だったためか、極めて短期間で全国のゲームセンターから撤去されてしまい、ウルフ・チームがメガCDに移植する際には、全国のゲームセンターやディストリビューターと連絡を取り合って探し回ったものの、遂には1台も見つからなかったと当時のメガドライブFAN及び、BEEPメガドライブの両誌で語られた。移植の際に使われたLD媒体はタイトーに残されていたサンプル用の物である。また、LD媒体であるために筐体のメンテナンスが非常に難しく故障し易かったこともあり、日本国内においては稼動可能な状態で現存する筐体は存在しない（筐体自体も稼働の可否に関わらず残存が確認されていない）と言われている。故障しやすかった原因としては、プレイヤーの選択に応じて頻繁にディスクアクセスとトラック番号の切り替えが行われることによるハードの酷使・消耗という、レーザーディスクゲーム特有の問題が指摘されている。
本作は日本国外では販売されていない。1980年代半ばからレーザーディスクゲームの人気が衰えてきたことや、レーザーディスク再生装置を含む筐体価格が高価であったこと、翻訳がむずかしかったことなどの要因が重なったためと見られている。家庭用移植版の内、メガCD版のみ日本国外でも発売され新たに英語音声で吹き替えられているが、声優のアドリブによる演技は再現されず、単純な掛け声や悲鳴、ごく短いセリフのみとなっている。

## 主題歌
オープニングテーマ
- 「時空をこえて[注釈 14]」
  - 作詞：中嶋朋子
  - 作・編曲：田村信二
  - 歌：山本百合子

メガCD版で追加されたオープニング主題歌。歌唱はレイカを演じた山本百合子が担当している。ロング版を収録した非売品のシングルCDがメガCD版購入者に特典として配布された。日本国外メガCD版ではインスト版に差し替えられている。

## スタッフ

### アーケード版[注釈 15]
- ゲーム・デザイン：藤原英裕
- ソフト・プログラム：くりやまたかし
- ギャル・クリエイト：さとうひろあき、西村年幸
- サウンド・ディレクター（音響監督）：今村善雄
- ピクチャー・スタッフ
  - ディレクター：今沢哲男 [注釈 16] [19]
  - キャラクター・デザイナー：我妻宏[注釈 17]
  - サウンド・エフェクト（音響効果）：福島幸雄（福島音響）
  - アニメーション制作：東映動画
  - フィルム・プロデュース：東映ビデオ

アニメーション製作スタッフ
- 我妻宏 - デモ／ルーダ大笑い／B.C.30000/A.D.500/A.D.2001
- 井上俊之- B.C.70000000/A.D.666/A.D.4001/エンディング
- 毛利和昭(＋吉田徹、寺田浩之[注釈 18][19])：B.C.65000000/A.D.1990
- うつのみや理：B.C.160000
- 田辺由憲：B.C.44
- 山本福雄：A.D.1588
- スタジオ古留美：A.D.1941/A.D.2010
- 梶島正樹：A.D.3001/A.D.4000
- 青山充：A.D.3999

音楽
- BGM作曲：東映動画のスタッフ[21][注釈 19]
- BGM演奏参加：今村善雄、小倉久佳[21]

### メガCD版
- プロデューサー：浅沼穣、宇野正明
- ディレクター：飯島公人
- プランナー：鈴木宏、小川浩
- メイン・プログラミング：平地慎二
- メガCDプログラミング：徳弘親昭
- ビジュアル・ディレクター：おかのたけし、T.KONISHI
- デザイン・スーパーバイザー：永田和宏
- グラフィックス：おかのたけし、田島清香、松島正幸、浜田忠司、安森淳俊、なかじまひでとし、金田将征、西谷由美子、木村まり、藤田圭一、田尻一直、森山大輔、石黒久美子、安藤まゆみ、いながきよしあき
- オープニング音楽作曲：田村信二
- エンディング音楽作曲：桜庭統
- サンクス：後藤清治、内田学、T.KUNIMATSU、門脇勲、六本周平、H.NINA、橋本博司
- スペシャル・サンクス：福島和行

## 反響
本作品の主人公であるレイカがミスをした際のリアクションは多彩かつコミカルなものが多く、わざとミスしてリアクションを楽しむプレイヤーが出てくるほどだった。また、主人公であるレイカも人気を博し、当時のタイトーとしては珍しく物販でポスターが売られていた他、『トップランディング』（1988年）用のオペレーター向け販促媒体としてスチュワーデス姿のレイカの等身大POPが用意されるなど、一時期の間、レイカがタイトーのマスコットキャラの1人として扱われていた事もあった。他には、1988年におけるタイトーのコーポレート・アイデンティティ用ポスターのイメージキャラクターとして起用されたり、1990年頃の業界展示会や直営店舗の開店イベントにおいてコンパニオンにレイカの衣装を着せてキャンペーンを行ったり、等身大ポップが飾られていた。メガCD版発売の際には飯島愛がレイカの衣装を着てプロモーションを行っていた。

### 評価
アーケード版
ゲーメストムック『ザ・ベストゲーム2』（1998年）においてライターのスーは、本作が場面ごとのアクションを全て記憶しなければならないゲーム性でありステージ数も多いため、「かなりのコインを投入するプレイヤーも少なくなかった」とし、ミス時のレイカのアクションが多岐に亘る事からミスアクションを見るためにワザとミスをするプレイヤーがいたことを取り上げて「筐体の回りには、いつもそれっぽいマニアが取り囲んでいるところもあった」とアニメーションに関して人気が高かった事を指摘した。その他、後にレイカが同社のイメージキャラクターとなり、等身大のポップが作られた初のゲームである事を指摘したが、「ものすごい勢いで盗難され、すぐに見なくなってしまったのも印象深かった」と総括した。
メガCD版
- ゲーム誌『ファミコン通信』の「クロスレビュー」では6・4・6・4の合計20点（満40点）となっている。

- ゲーム誌『メガドライブFAN』の読者投票による「ゲーム通信簿」での評価は以下の通りとなっており、21.72点（満30点）となっている 。また、同雑誌1993年7月号特別付録の「メガドライブ&ゲームギア オールカタログ'93」では、「休むことなく続くアクションはまるで本当のアニメーションを見ているようなのだ」と紹介されている。

| 項目 | キャラクタ | 音楽 | 操作性 | 熱中度 | お買得度 | オリジナリティ | 総合  |
| 得点 | 4.21       | 3.70 | 3.04   | 3.42   | 3.26     | 4.09           | 21.72 |
- ゲーム本『メガドライブ大全』（2004年、太田出版）では、本作がレーザーディスクに録画したアニメの再生に対して旗揚げゲームを行うだけの「他愛のないゲーム」であると指摘したが、本作の移植度に関しては「画質をスッパリあきらめ、スピードと操作感覚を割りきって再現」と肯定的に評価した。

スマートフォン版
- ニュースサイト『Engadget』においてライターの橋本新義は、スマートフォン版について「原作の良さを生かしつつも、ファンの要望を叶えるモードがきちんと搭載された完成度の高い作品である」と評した。